# Harry Crosby
Harry Crosby (5 de agosto de 1958) es un banquero e inversionista estadounidense. 
Crosby nació en Hollywood, California en el Queen of Angels Hospital. Es el hijo del actor y cantante Bing Crosby y la actriz Kathryn Crosby. Harry es hermano de: Mary Crosby, Nathaniel Crosby, medio hermano de Gary Crosby, Dennis Crosby, Phillip Crosby y Lindsay Crosby. También es familia de Denise Crosby y sobrino de Bob Crosby y Larry Crosby. 
Crosby ha estado en la banca de inversión desde 1985 y es socio de Cranemere. Asistió a London Academy of Music and Dramatic Arts desde 1977 hasta 1980 y recibió un MBA en la Fordham School of Business Administration.

## Carrera
Crosby tiene más de tres décadas de experiencia en banca de inversión. Comenzó su carrera en este medio en el año 1987 en Lehman Brothers. 
En 1993, fue nombrado Director Gerente del Credit Suisse Financial Sponsors Group, donde estableció relaciones clave. Posteriormente se convirtió en Jefe de Grupo y director general de Merrill Lynch’s Financial Sponsors Group.
En 2005, se convirtió en socio general de Snow Phipps una firma de capital privado especializada en adquisiciones apalancadas, construir, recapitalización, reestructuración e inversiones de capitales. Estuvo involucrado en la venta de la empresa Mining Systems Excel a Orica por aproximadamente $670mn.
En 2012, se convirtió en socio general de Cranemere, invertir en empresas privadas del mercado medio en América del Norte, Alemania y Austria. Crosby también ha formado parte de una serie de otros consejos de administración, incluido el de Excel Mining Systems.

## Actuación
Antes de su carrera en la banca y el capital privado, Crosby apareció en la pantalla chica con tan solo 8 años, en el programa The Hollywood Palace donde apareció por 3 episodios. También apareció con su padre y familia en varios programas de Navidad en el London Palladium entre 1976 y 1977. Luego de esto, apareció en otras películas y series como Friday the 13th, Double Trouble y The Private History of a Campaign That Failed.

## Filmografía
- The Hollywood Palace, 1966-1967
- Bing Crosby and Fred Astaire: A Couple of Song and Dance Men, 1975
- Bing Crosby's Merry Olde Christmas, 1977
- Riding for the Pony Express, 1980 (Albie Foreman)
- Friday the 13th, 1980 (Bill Adams)
- The Private History of a Campaign That Failed, 1981 (Ed Stevens)
- Double Trouble, 1984 (Steven)